# ويد فلاهرتي
ويد فلاهرتي هو لاعب هوكي جليد كندي، ولد في 11 يناير 1968 في تيراس في كندا.

## وصلات خارجية
- ويد فلاهرتي على موقع دوري الهوكي الوطني (الإنجليزية)
- ويد فلاهرتي على موقع EliteProspects.com (الإنجليزية)
- ويد فلاهرتي على موقع HockeyDB.com (الإنجليزية)